# Прокрустово ложе (книга)
Прокрустово ложе: Философские и практические афоризмы (англ. The Bed of Procrustes: Philosophical and Practical Aphorisms) — книга писателя Нассима Николаса Талеба. Интересно, что в издании на иврите эта книга называется «Кровать Содома». В книге Бытия Быт. 18 описывается решение Бога уничтожить город Содом со всеми его жителями за их грехи. Существует легенда о том, что была в Содоме специальная кровать для странников. В середине ночи, когда странник засыпал, содомитяне подкрадывались к нему и обрубали ему ноги, если он оказывался длиннее кровати. Если же короче, то его конечности вытягивали. В предисловии к книге есть соответствующее объяснение.

## Для дальнейшего чтения
- Талеб, Нассим Николас (2010), The Bed of Procrustes: Philosophical and Practical Aphorisms, Random House, ISBN 978-1-4000-6997-2